# Ricardo Bayer
Richard „Ricardo“ Bayer (* 11. November 1903 in Valdivia; † 28. Mai 1970 in Rengo, O’Higgins) war ein chilenischer Leichtathlet, der bei den Olympischen Spielen 1928 den achten Platz im Hammerwurf belegte.
Bayer belegte bei den Leichtathletik-Südamerikameisterschaften 1926 mit 43,77 Metern den dritten Platz im Hammerwurf hinter den Argentiniern Federico Kleger und Luis Romana. Im Jahr darauf gewann Kleger vor dem Chilenen Pedro Goić, Bayer warf 45,70 Meter und erhielt erneut die Bronzemedaille, wobei sein Rückstand auf Goic lediglich vier Zentimeter betrug.
Bei den Olympischen Spielen 1928 in Amsterdam erreichten sechs Werfer das Finale, die Plätze dahinter wurden nach der Platzierung in der Qualifikation gereiht. Kein Hammerwerfer aus Südamerika erreichte das Finale, aber in der Ergebnisliste liegt Kleger mit 46,61 Metern auf dem siebten Platz und Bayer mit 46,34 Metern auf dem achten Platz.
1929 warf Ricardo Bayer seine persönliche Bestleistung von 51,69 Meter. Bei den Südamerikameisterschaften 1929 gewann Bayer mit 46,415 Metern seine dritte Bronzemedaille in Folge. 1935 belegte Bayer noch einmal den dritten Platz, mit 45,705 Metern hatte er nur dreißig Zentimeter Rückstand auf den chilenischen Sieger Antonio Barticevic.
Bei einer Körpergröße von 1,86 Meter betrug Bayers Wettkampfgewicht 92 Kilogramm.